# Грлишка река
Грлишка река је речица у источној Србији, лева притока Белог Тимока, површине слива 201,91 km². Извире испод обронака планине Тупижнице, Слемен планине и Црног врха. Настаје од два главна водотока: Леновачке и Ласовачке реке и тече приближно у правцу југоисток—северозапад. Улива се у Бели Тимок, на око 4 km северно од села Вратершнице.
На овој реци је 1989. године завршена изградња бране и створено је акумулационо језеро - Грлишко језеро.